# Фарина, Фрэнк
Фрэнк Фарина (англ. Frank Farina; род. 5 сентября 1964, Дарвин) — австралийский футболист и футбольный тренер. Футболист года в Океании (1988). В настоящее время — директор футбольной академии Чарльза Перкинса.

## Карьера

### Игрок

#### В клубах
За свою карьеру сыграл в различных клубах Австралии («Канберра Сити», «Сидней Сити», «Маркони Стэллионс», «Брисбен Страйкерз»), Бельгии («Брюгге»), Италии («Бари»), Англии («Ноттс Каунти») и Франции («Страсбур», «Лилль»).

#### В сборной
В сборной Австралии дебютировал в 1985 году (до этого играл и в юношеской, и в молодёжной сборных).

#### Достижения
- Футболист года в Океании: 1988
- Медаль Алекса Тобина (Союз профессиональных футболистов Австралии, 2012)

### Тренер
После того, как Фарина завершил карьеру игрока, он был тренером двух национальных сборных (Австралии и Папуа — Новой Гвинеи) и трёх клубов («Брисбен Страйкерз», «Маркони Стэллионс», «Брисбен Роар»).

#### Достижения
- Кубок конфедераций 2001 — 3-е место
- Чемпион Кубка наций ОФК (2) — 2000, 2004
- 2-е место на Кубке наций ОФК (2) — 1998, 2002